# Horst Dieterichs
Horst Dieterichs (1 de Março de 1912 - 18 de Fevereiro de 1944) foi um comandante de U-Boot que serviu na Kriegsmarine durante a Segunda Guerra Mundial.